# Kazachstan op het Türkvizyonsongfestival
Kazachstan neemt sinds de eerste editie in 2013 onafgebroken deel aan het Türkvizyonsongfestival. Het land heeft in totaal 4 keer deelgenomen aan het festival.

## Geschiedenis

### 2013
Kazachstan was een van de 25 deelnemende landen en regio's aan het eerste Türkvizyonsongfestival. Als een van de weinige landen organiseerde de omroep een nationale finale om te bepalen welke artiest naar het Turkse Eskişehir zou gaan. In deze nationale preselectie wist de groep Rin'go de overige 11 finalisten te verslaan met hun nummer Birlikpen alğa waardoor zij de eer kregen om Kazachstan te vertegenwoordigen op hun debuut. 
In Turkije moest de groep eerst aantreden in de halve finale. Deze werd overleefd waardoor de groep twee dagen later mocht optreden in de finale. Hierin was Kazachstan als vierde aan de beurt. De groep finishte als negende van de twaalf deelnemers. Na afloop uitten de bandleden van Rin'go kritiek op het festival wegens het ontbreken van televoting en aangezien veel juryleden weinig of geen muzikale achtergrond hadden. De Kazachse omroep dreigde om in beroep te gaan tegen de resultaten, maar deed dit uiteindelijk toch niet.

### 2014
Ondanks de Kazachse kritiek op het stemsysteem van het festival, besloot de omroep ook het jaar nadien deel te nemen aan het festival. Opnieuw werd een nationale preselectie georganiseerd om de Kazachse inzending te bepalen. Anders dan het voorgaande jaar bestond de preselectie nu uit een halve finale en een finale. In deze finale namen de 16 beste inzendingen het op tegen elkaar. Aan het eind van de rit werd Janar Duğalova met haar lied Izin körem uitgeroepen tot winnares. Ze behaalde 30% van de stemmen in de finale, wat 2% meer was dan Nurjan Kermenbaev die het jaar voordien ook al tweede werd in de nationale finale.
De tweede editie van het festival vond plaats in Kazan in de Russische deelrepubliek Tatarije. De halve finale werd geopend door de Kazachse inzending van Duğalova. Met 198 punten eindigde ze op de derde plaats waardoor ze zich ruimschoots kwalificeerde voor de finale. In die finale moest Kazachstan als derde optreden, na de Krimrepubliek en voor Oezbekistan. Toen alle punten binnen waren, had Kazachstan het festival voor de eerste keer gewonnen: met 225 punten. Maar liefst 16 van de 24 deelnemende jury's gaven Kazachstan de maximumscore van 10 punten.

### 2015
Ook in 2015 nam Kazachstan deel aan het festival. De groep Orda won de nationale preselectie en mocht de Kazachse overwinning gaan verdedigen in het Turkse Istanboel. Voor het eerst was er geen halve finale op het Türkvizyonsongfestival, maar traden alle 21 deelnemers aan in één grote finale. Kazachstan was als tiende aan de beurt, na de inzending van Iran en voor Kirgizië. Een nieuwe Kazachse overwinning kwam heel dichtbij, maar uiteindelijk eindigde Orda met hun nummer Olay emes tweede, achter winnares Jiidesh İdirisova van Kirgizië.

### 2016
De Kazachse omroep maakte al snel bekend dat het land ook zou deelnemen aan de vierde editie in 2016 dat opnieuw in Istanboel georganiseerd zou worden. Begin december werd het festival echter verplaatst naar maart 2017 en zou de organisatie in handen komen van de Kazachse omroep. De Barys Arena in Astana zou het festival huisvesten. Uiteindelijk werd ook deze datum verschoven naar september 2017 en geannuleerd.

### 2020
Bij de heropstart van het festival in 2020 was Kazachstan opnieuw van de partij. Wegens de korte inschrijfdeadline werd besloten om geen nationale finale te organiseren, maar om de inzending intern te kiezen. De keuze viel op Almaz Kopzhasar en zijn lied Kim ol. Omwille van de coronapandemie vond het festival zodoende online plaats en moesten alle deelnemers hun inzending op voorhand opnemen. Kopzhasar kwam als 21ste aan de beurt en sloot de avond af op de 25ste, en voorlaatste, plaats. Dit was de eerste keer dat een Kazachse inzending niet bij de beste tien wist te eindigen.

### 2021
De editie van 2021 zou plaatsvinden in Türkistan waardoor het festival voor het eerst naar Kazachstan zou komen, maar werd uiteindelijk geannuleerd wegens te weinig interesse van deelnemende omroepen.

## Kazachse deelnames
| Jaar | Artiest         | Titel          | Fin. | Ptn. | Semi | Ptn. | Taal    |
| ---- | --------------- | -------------- | ---- | ---- | ---- | ---- | ------- |
| 2013 | Rin'go          | Birlikpen alğa | 9    | 178  | -    | -    | Kazachs |
| 2014 | Janar Duğalova  | Izin körem     | 1    | 225  | 3    | 198  | Kazachs |
| 2015 | Orda            | Olay emes      | 2    | 185  |      |      | Kazachs |
| 2020 | Almaz Kopzhasar | Kim ol         | 25   | 159  |      |      | Kazachs |

| Kleur | Betekenis      |
| ----- | -------------- |
|       | Eerste plaats  |
|       | Tweede plaats  |
|       | Derde plaats   |
|       | Laatste plaats |
|       | Gastland       |